# Gabriel Sedlmayr der Ältere

Gabriel Sedlmayr d. Ä. (1772–1839)

Gabriel Sedlmayr der Ältere (* 21. März 1772 in Maisach; † 19. November 1839 in München) war ein deutscher Brauer und Brauereibesitzer sowie Gemeindebevollmächtigter des Münchner Magistrats.

## Leben
Nach einem halben Jahr Lehrzeit bei seinem Vater Franz Sedlmayr (1739–1812), einem Bierbrauer in Maisach, verbrachte Gabriel Sedlmayr (d. Ä.) je eine Sudzeit bei verschiedenen Brauereien in München, Regensburg und Augsburg. Seine Wanderschaft führte ihn durch Österreich, Mähren, Böhmen und Schlesien sowie in die Städte Nürnberg und Eichstätt. Während seiner Lehrzeit eignete Sedlmayr (d. Ä.) sich theoretische und praktische physikalische Kenntnisse an und experimentierte mit Thermometern und Barometern, die er auch selbst anfertigte. 1795 wurde er als Braumeister ins „Deutsche Haus“ nach Ellingen berufen. 1806 erhielt er die Ernennung zum Braumeister im Königlich Braunen Brauhaus in München. Im September 1807 erwarb Gabriel Sedlmayr (d. Ä.) die kleinste der damals 52 in München existierenden bürgerlichen Brauereien, die Spatenbrauerei in der Neuhausergasse 4. 1808 konstruierte er eine „engl. Darre“, bei der der Rauch nicht mehr mit dem Malz in Kontakt kam. 1821 stellte er die erste Dampfmaschine in einer Münchner Brauerei auf, die von Joseph v. Baader konstruiert und von Sedlmayr finanziert wurde.
Im Sudjahr 1820/21 war die Spatenbrauerei zur drittgrößten Münchner Brauerei geworden.
Gabriel Sedlmayr (d. Ä.) experimentierte bis ins hohe Alter und veröffentlichte seine Ergebnisse.
Im September 1839 erlitt Sedlmayr (d. Ä.) einen „Magenschlag“ (vermutlich Schlaganfall), von dem er sich nicht mehr erholte. Seine Söhne Gabriel  d. J. und Joseph, bereits im Betrieb tätig, führten das Geschäft gemeinsam weiter, bis Joseph 1842 die „Leistbrauerei“ in München erwarb und ausschied, während Gabriel  d. J. die Spatenbrauerei allein weiterführte.
Am 19. November 1839 starb Gabriel Sedlmayr im Alter von 67 Jahren.

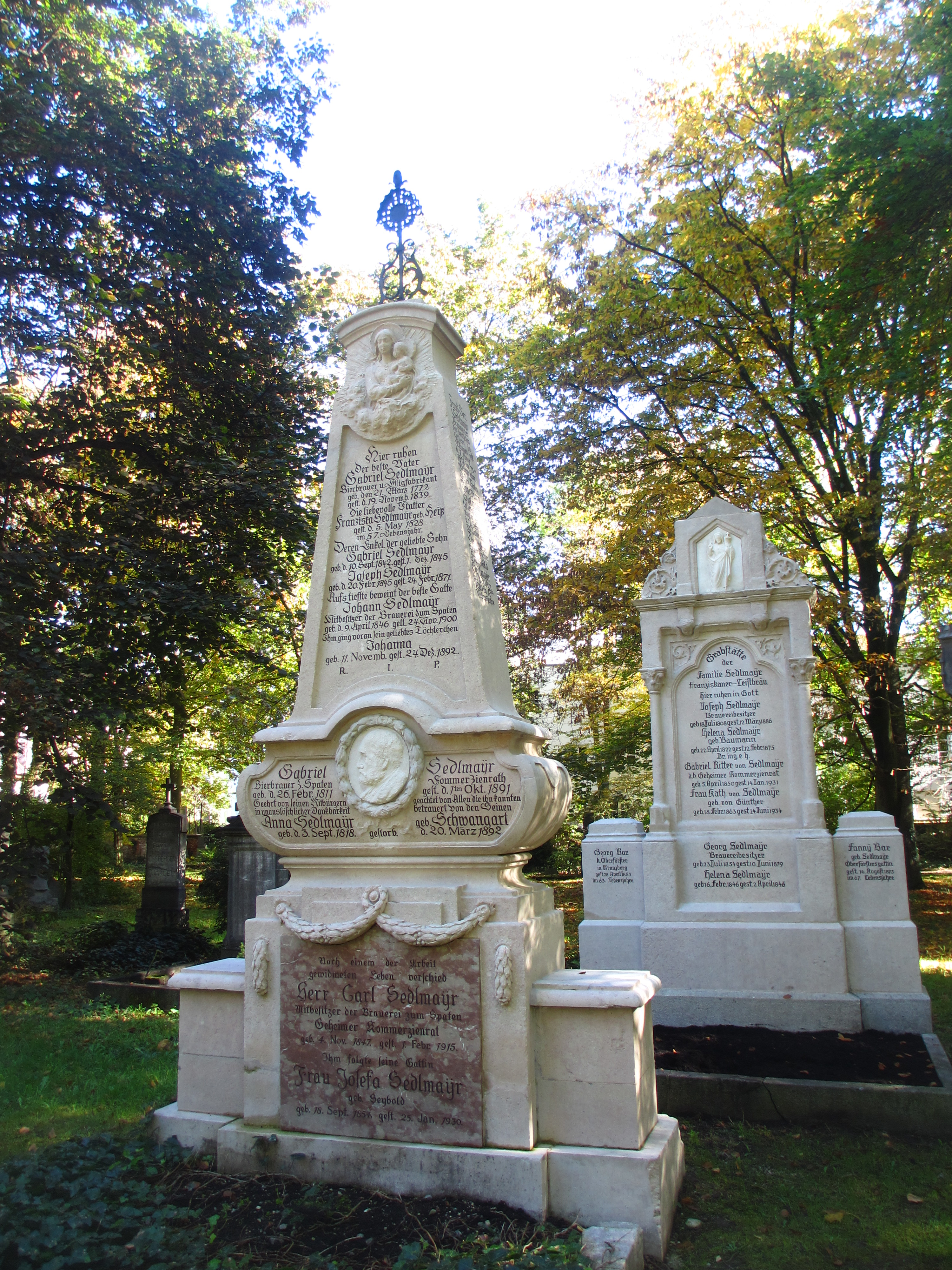
Das Grab von Gabriel Sedlmayr d. Ä. auf dem Alten Südlichen Friedhof in München ist ein Werk seines Schwiegersohns Gabriel von Seidl

## Grabstätte

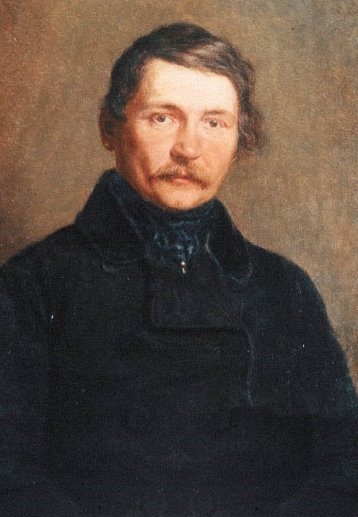
Joseph Sedlmayr (1808–1886), der 1842 die Leistbrauerei und 1862 die Franziskaner-Brauerei erwarb. Er war der älteste Sohn von Gabriel Sedlmayr d. A.

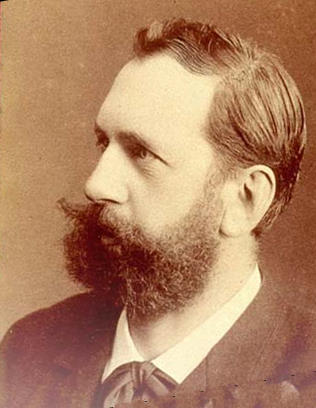
Gabriel Sedlmayr d. J. (1811–1891), der die Spaten-Brauerei weiterführte. Er war der zweite Sohn von Gabriel Sedlmayr d. A.

Die Grabstätte von Sedlmayr d. Ä. befindet sich auf dem Alten Südlichen Friedhof in München (Gräberfeld 5 – Reihe 17 – Platz 27/28) Standort. In dem Grab liegen auch seine Frau Franziska, sein Sohn Gabriel d. J. (1811–1891), sein Enkel Joseph Sedlmayr (1845–1871), sein Enkel Johann Sedlmayr (1846–1900) mit dessen Tochter Johanna (November 1892–Dezember 1892), sein Enkel Carl Sedlmayr (1847–1915), mit dessen Frau Josepha Sedlmayr geb. Seibold (1854–1930). Ebenfalls auf dem Grabmal vermerkt sind auf der rechten Seite des Grabmals Franz Sedlmayr (gest. 1812 im 73. Lebensjahr), Braumeister des deutschen Ordens zu Ellingen, und dessen Sohn Johann Georg (gest. 11. Februar 1807 im 33. Lebensjahr) und wiederum dessen Tochter Franziska Sedlmayr (gest. 30. April 1820 im 13. Lebensjahr). Das Grabmal ist ein Werk seines Schwiegersohns Gabriel von Seidl.

## Familie
Gabriel Sedlmayr d. Ä. ist der Sohn von Franz Sedlmayr (1739–1812), einem Bierbrauer in Maisach, und dessen Frau Maria Keil (1748–1791). Gabriel Sedlmayr (d. Ä.) heiratete 1805 Franziska Heiß (1778–1828). Aus der Ehe gingen hervor die Kinder:
- Caecilia Sedlmayr (1804–1878), verheiratet mit August Deiglmayr (1799–1874), Bürger u. Bierbrauer in München
- Franziska Sedlmayr (1806–1873), verheiratet mit Georg Bar (gest. 1863), königlicher Revierförster in Niederaltaich
- Joseph Sedlmayr (1808–86) übernahm vom Vater die Spatenbrauerei zusammen mit seinem Bruder Gabriel Sedlmayr d. J. 1842 schied Joseph als Teilhaber der Spatenbrauerei aus und erwarb 1842 die Leistbrauerei, 1861 auch noch die Franziskaner-Brauerei.
- Gabriel Sedlmayr d. J. (1811–1891), übernahm vom Vater die Spatenbrauerei zunächst mit seinem Bruder Joseph Sedlmayr zusammen, später dann alleine.
- Amalia Sedlmayr (1813–1854), verheiratet mit Alois Wegmaier (1811–1885), Bürger und Garkoch in München.
- Theresia Sedlmayr (1815–1898) heiratete den Bäcker Anton Seidl. Aus der Ehe gingen die beiden Architekten Gabriel von Seidl und Emanuel von Seidl hervor.
- Anna Sedlmayr (1817–1889), verheiratet mit Maximilian Wieninger (1809–1884), Bierbrauer in Teisendorf, Oberbayern
- Karoline Sedlmayr (1821–1891), verheiratet mit Joseph Ritter von Dall’Armi, (1816–1853)

## Ämter
- 1814 wurde Gabriel Sedlmayr (d. Ä.) Mitglied des Landwirtschaftlichen Vereins, der das Oktoberfest organisierte.
- Als erster Münchner Brauer trat Gabriel Sedlmayr (d. Ä.) dem 1815 gegründeten Polytechnischen Verein bei.
- 1821 wurde Gabriel Sedlmayr (d. Ä.) in das Kollegium der Gemeindebevollmächtigten gewählt.
- 1822 übernahm Gabriel Sedlmayr (d. Ä.) das Amt des Obervorstehers des Münchner Braugewerbes.